# 1981年全仏オープン
1981年 全仏オープン（1981ねんぜんふつオープン、Internationaux de France de Roland-Garros 1981）は、フランス・パリにある「ローランギャロス・スタジアム」にて、1981年5月25日から6月7日にかけて開催された。

## 大会の流れ
- 男子シングルスは「128名」の選手による通常の7回戦制で行われた。
- 女子シングルスは「96名」の選手による7回戦制で行われ、32名の選手は「1回戦不戦勝」（抽選表では“Bye”と表示）があった。シード選手でも、1回戦から出場した人と、2回戦から登場した人がいる。2回戦から登場した選手が初戦敗退の場合は「2回戦＝初戦」と表記する。

## シード選手

### 男子シングルス
1. ビョルン・ボルグ　（優勝、4年連続6度目）
2. ジミー・コナーズ　（ベスト8）
3. ジョン・マッケンロー　（ベスト8）
4. ジーン・マイヤー　（4回戦、途中棄権）
5. イワン・レンドル　（準優勝）
6. ギレルモ・ビラス　（4回戦）
7. ホセ・ルイス・クラーク　（ベスト4）
8. ハロルド・ソロモン　（1回戦）
9. ビタス・ゲルレイティス　（1回戦）
10. エリオット・テルチャー　（1回戦）
11. ヤニック・ノア　（ベスト8）
12. ブライアン・ゴットフリート　（3回戦）
13. ピーター・マクナマラ　（4回戦）
14. ヴォイチェフ・フィバク　（4回戦）
15. バラージュ・タロツィ　（ベスト8）
16. エディ・ディッブス　（3回戦）

### 女子シングルス
1. クリス・エバート・ロイド　（ベスト4）
2. マルチナ・ナブラチロワ　（ベスト8）　［注：7月20日にアメリカ市民権を取得］
3. アンドレア・イエガー　（ベスト4）
4. ハナ・マンドリコワ　（初優勝）
5. バージニア・ルジッチ　（ベスト8）
6. シルビア・ハニカ　（準優勝）
7. ミマ・ヤウソベッツ　（ベスト8）
8. ダイアン・フロムホルツ　（3回戦）
9. キャシー・ジョーダン　（3回戦）
10. ベッティーナ・バンジ　（4回戦）
11. アン・スミス　（4回戦）
12. レジナ・マルシコワ　（4回戦）
13. ウェンディ・ホワイト　（2回戦）
14. イバンナ・マドルガ　（3回戦）
15. レスリー・アレン　（4回戦）
16. バージニア・ウェード　（4回戦）

## 大会経過

### 男子シングルス
準々決勝
- ビョルン・ボルグ vs.  バラージュ・タロツィ　6-3, 6-3, 6-2
- ビクトル・ペッチ vs.  ヤニック・ノア　3-6, 6-4, 6-4, 6-4
- イワン・レンドル vs.  ジョン・マッケンロー　6-4, 6-4, 7-5
- ホセ・ルイス・クラーク vs.  ジミー・コナーズ　4-6, 6-2, 4-6, 7-5, 6-0

準決勝
- ビョルン・ボルグ vs.  ビクトル・ペッチ　6-4, 6-4, 7-5
- イワン・レンドル vs.  ホセ・ルイス・クラーク　3-6, 6-4, 4-6, 7-6, 6-2

### 女子シングルス
準々決勝
- クリス・エバート・ロイド vs.  バージニア・ルジッチ　6-4, 6-4
- ハナ・マンドリコワ vs.  キャシー・リナルディ　6-1, 6-3
- アンドレア・イエガー vs.  ミマ・ヤウソベッツ　4-6, 6-2, 6-0
- シルビア・ハニカ vs.  マルチナ・ナブラチロワ　6-2, 6-4

準決勝
- ハナ・マンドリコワ vs.  クリス・エバート・ロイド　7-5, 6-4
- シルビア・ハニカ vs.  アンドレア・イエガー　4-6, 6-1, 6-4

## 決勝戦の結果
- 男子シングルス： ビョルン・ボルグ vs.  イワン・レンドル　6-1, 4-6, 6-2, 3-6, 6-1
- 女子シングルス： ハナ・マンドリコワ vs.  シルビア・ハニカ　6-2, 6-4
- 男子ダブルス： ハインツ・ギュンタード＆ バラージュ・タロツィ vs.  エリオット・テルチャー＆ テリー・ムーア　6-2, 7-6, 6-3
- 女子ダブルス： ロザリン・フェアバンク＆ ターニャ・ハーフォード vs.  キャンディ・レイノルズ＆ ポーラ・スミス　6-1, 6-3
- 混合ダブルス： ジミー・アリアス＆ アンドレア・イエガー vs.  フレッド・マクネアー＆ ベティ・ストーブ　7-6, 6-4

## みどころ
- 男子シングルス優勝者のビョルン・ボルグが、全仏オープンで前人未到の「大会4連覇」と「通算6勝」をマークした。ボルグはこの優勝により、ロッド・レーバー（オーストラリア）と並ぶ4大大会通算「11勝」（当時の男子歴代2位タイ記録）に到達したが、これがボルグの最後の4大大会優勝になった。
- 混合ダブルス優勝ペアのジミー・アリアス＆アンドレア・イエガー組（ともにアメリカ）は、テニスのギネスブックにも「史上最年少のグランドスラム優勝ペア」として記載されている。当時アリアスは16歳296日、イエガーは15歳339日で、2人の年齢を合わせると「32歳270日」となる。（参照：ランス・ティンゲイ著『テニス・ギネスブック』／英語、1983年刊、ISBN 0-85112-268-X より242ページ）